# Saison 1978-1979 de l'Élan sportif chalonnais
Saison 1978-1979 de l'Élan chalon en Nationale 2, avec une septième place.

## Transfert
| Arrivées - Larry Gray : 49ers de Long Beach State (NCAA), - Bruno Recoura : En arrêt pour cause professionnelle mais anciennement ASVEL Villeurbanne (Nationale 1) - Bernard Sangouard : ASVEL Villeurbanne (Nationale 1) | Départs - Gregor Korcz : ? - Éric Minard : Dadolle Dijon (Nationale 3) et AS Menora Strasbourg |

## Effectifs
| Nationalité | Joueur                 | Taille |
| ----------- | ---------------------- | ------ |
|             | Dominique Juillot      | 1,78 m |
|             | Alain Deborde          | 1,81 m |
|             | Jean-François Chaumard | 1,80 m |
|             | Bruno Bader            | 1,89 m |
|             | Philippe Klewinski     | 1,86 m |
|             | Dominique Coing        | 1,77 m |
|             | Yves Duvernois         | 1,91 m |
|             | Bernard Sangouard      | 1,92 m |
|             | Albert Jolo            | 2,00 m |
|             | Bruno Recoura          | 1,98 m |
|             | Jerry Cluckey          | 2,05 m |
|             | Larry Gray             | 2,05 m |

- Entraineur :  Bruno Recoura

## Matchs

### Matchs amicaux
Avant saison
- Chalon-sur-Saône / Vaulx-en-Velin : 115-75 (Tournois d'Annecy)[5]
- Chalon-sur-Saône / Crau : 86-54 (Tournois d'Annecy)[5]
- Chalon-sur-Saône / Grenoble : 108-93 (Tournois d'Annecy)[5]
- Chalon-sur-Saône / Villeurbanne (N1) : 95-105[6]
- Chalon-sur-Saône / Dijon : 70-75[7]
- Dijon / Chalon-sur-Saône : 93-91[8]
- Chalon-sur-Saône / Sparta Prague  : 73-72 (Challenge Patrick Demont)[9]
- Chalon-sur-Saône / Charenton : 106-96 (Challenge Patrick Demont)[9]

Après saison
- Chalon-sur-Saône / Entente étrangers de Bourgogne : 97-115[10]

### Championnat

#### Matchs aller
- CRO Lyon / Chalon-sur-Saône : 72-60[11]
- Chalon-sur-Saône / Nice UC : 71-68[12]
- Vichy / Chalon-sur-Saône : 87-86[13]
- Chalon-sur-Saône / Racing Paris : 71-75[13]
- Asnières / Chalon-sur-Saône : 93-89[14]
- Chalon-sur-Saône / Montbrison : 113-86[15]
- Sanary / Chalon-sur-Saône : Match arrêté à la 17e minutes[16],[N 1]
- Chalon-sur-Saône / Tarare : 115-89[13]
- Castres / Chalon-sur-Saône : 96-89[17]
- Chalon-sur-Saône / Roanne : 101-82[13]
- Toulouse-Caraman / Chalon-sur-Saône : 81-82[18]

#### Matchs retour
- Chalon-sur-Saône / CRO Lyon : 82-84[13]
- Nice UC / Chalon-sur-Saône : 105-86[19]
- Chalon-sur-Saône / Vichy : 81-81[20]
- Racing Paris / Chalon-sur-Saône : 100-81[21]
- Chalon-sur-Saône / Asnières : 139-114[13]
- Montbrison / Chalon-sur-Saône : 96-95[22]
- Chalon-sur-Saône / Sanary : 118-75[23]
- Tarare / Chalon-sur-Saône : 103-110[13]
- Chalon-sur-Saône / Castres : 99-76[24]
- Roanne / Chalon-sur-Saône : 91-77[25]
- Chalon-sur-Saône / Toulouse-Caraman : 125-93[13]

Extrait du classement de Nationale 2 (Poule B) 1978-1979